# Antrophyum
Antrophyum är ett släkte av kantbräkenväxter. Antrophyum ingår i familjen Pteridaceae.

## Dottertaxa tillAntrophyum, i alfabetisk ordning[1]
- Antrophyum alatum
- Antrophyum annetii
- Antrophyum austroqueenslandicum
- Antrophyum bivittatum
- Antrophyum brassii
- Antrophyum callifolium
- Antrophyum castaneum
- Antrophyum costatum
- Antrophyum formosanum
- Antrophyum henryi
- Antrophyum immersum
- Antrophyum jagoanum
- Antrophyum lancifolium
- Antrophyum latifolium
- Antrophyum ledermannii
- Antrophyum lessonii
- Antrophyum malgassicum
- Antrophyum mannianum
- Antrophyum megistophyllum
- Antrophyum novae-caledoniae
- Antrophyum obovatum
- Antrophyum ovatum
- Antrophyum parvulum
- Antrophyum plantagineum
- Antrophyum ponapense
- Antrophyum reticulatum
- Antrophyum semicostatum
- Antrophyum sessilifolium
- Antrophyum simulans
- Antrophyum smithii
- Antrophyum strictum
- Antrophyum subfalcatum
- Antrophyum trivittatum
- Antrophyum wallichianum
- Antrophyum williamsii
- Antrophyum vittarioides